# Список улиц Норильска
Данный список включает все существующие улицы Муниципального образования «Город Норильск». Список разбит на блоки, соответствующие административным районам. Внутри блоков улицы упорядочены по алфавиту.

## Центральный район
Центральный район включает в себя город Норильск в границах до образования Единого муниципального образования. Район можно условно разделить на три части: основная часть, Старый город и жилое образование Оганер.

## Основная часть
| №  | Название               | Длина, км      | Располагающиеся объекты | Год основания | Комментарии |
| -- | ---------------------- | -------------- | --- | ------------- | --- |
| 1  | 50 лет Октября         | 0,95           | Норильский индустриальный институт, детская городская больница, ПТУ №105, мечеть Нурд-Камал, спорт-холл «Айка». |               | |
| 2  | Анисимова              | 0,25           | |               | На улице находится три жилых дома. |
| 3  | Бегичева               | 0,8            | |               | |
| 4  | Богдана Хмельницкого   | 1,2            | Стадион «Заполярник», родильный дом (Больничный городок) |               | Первоначально называлась Пионерской в честь пионеров Заполярья. Переименована в 1954 году в честь 300-летия воссоединения Украины с Россией. |
| 5  | Вальковское шоссе      | —              | |               | Переходит в дорогу «Норильск—Талнах» |
| 6  | Ветеранов              | 0,85           | ГУФСИН РФ ИК-15 |               | Название выбрано конкурсной комиссией из множества вариантов, предложенных горожанами в 1988 году. |
| 7  | Вокзальная             | —              | Управление НЖД (ПТЖТ) |               | Переходит в дорогу «Норильск—Кайеркан» |
| 8  | Гвардейская, площадь   | Диаметр — 90 м | Универмаги «Талнах» и «Енисей», Управление Норильского комбината, памятный закладной камень. |               | |
| 9  | Дзержинского           | 0,35           | |               | |
| 10 | Завенягина             | 0,45           | |               | |
| 11 | Кирова                 | 1,55           | Стадион «Заполярник», гостиница «Норильск», храм иконы Божией Матери «Всех скорбящих Радость», больничный городок. На улице есть здания всех основных типов, представленных в Норильске — от «сталинок» до 12-этажных домов с квартирами улучшенной планировки. |               | Первоначально называлась улицей Ленина, позже — Мончегорской, в честь металлургов из Мончегорска, которые во время войны наладили промышленный выпуск никеля в Норильске. |
| 12 | Комсомольская          | 2,2            | Здание суда, Норильский почтамт, Плавательный бассейн |               | Улица получила название в 1950-х годах в честь Комсомольского парка, в котором любила отдыхать норильская молодёжь. |
| 13 | Комсомольская, площадь | 100×100 м      | Музей, Дворец культуры комбината |               | Площадь, наряду с театральной, является местом проведения массовых мероприятий. |
| 14 | Котульского, проезд    | 0,45           | |               | |
| 15 | Красноярская           | 0,3            | |               | |
| 16 | Лауреатов              | 2,1            | |               | Первоначально называлась Окружной и являлась объездной дорогой. Улица названа в честь всех норильчан, удостоенных премий и наград. |
| 17 | Ленинградская          | 0,8            | | 1 мая 1958    | Названа в честь «комсомольского десанта» из Ленинграда. На этой улице находится первый жилой дом, возведённый на сваях (ул. Ленинградская, 3). |
| 18 | Ленинский проспект     | 2,25           | Драмтеатр, Дворец культуры Комбината, ЗАГС, Администрация города, Музей истории освоения и развития НПР, кинотеатр «Родина», памятник Строителям Норильска. |               | До 1961 года носил имя Сталина. В 1960-х годах высказывалась идея о том, чтобы накрыть проспект сплошной стеклянной галереей. От идеи отказались, просчитав затраты на осуществление этого проекта. |
| 19 | Ломоносова             | 0,2            | Стадион «Заполярник» |               | |
| 20 | Металлургов, площадь   | 0,5            | Комплекс «Арена Норильск» |               | |
| 21 | Мира                   | 0,55           | |               | 16 сентября 2015 года Патриарх Московский и Всея Руси Кирилл освятил закладной камень храмового комплекса в честь святых Новомучеников и исповедников Церкви Русской в Норильске, который будет возведен на улице Мира. |
| 22 | Михайличенко, проезд   | 0,3            | |               | Улица получила название 29 марта 1974 года в честь участкового инспектора лейтенанта милиции Василия Андреевича Михайличенко, погибшего при задержании особо опасного преступника 12 ноября 1971 года. Приказом Министерства внутренних дел СССР от 16 января 1972 года Михайличенко навечно зачислен в списки Норильской городской милиции. |
| 23 | Молодёжный, проезд     | 0,85           | |               | |
| 24 | Московская             | 0,8            | | 1 мая 1958    | Названа в честь «комсомольского десанта» из Москвы. |
| 25 | Набережная Урванцева   | 1,5            | Телецентр, Спорткомплекс «Арктика» |               | Первоначально называлась Набережной. Получила имя Урванцева в 1985 году, после его смерти. |
| 26 | Нансена                | 1,9            | Автовокзал, рынок |               | Улица, являющаяся северной границей Норильска, названа в честь норвежского полярного исследователя Фритьофа Нансена. Это единственная улица Норильска, названная в честь иностранца. |
| 27 | Октябрьская, площадь   | 50×100 м       | Гостиница «Полярная звезда», памятник В. И. Ленину |               | Площадь не имеет собственной адресации. Находящиеся на ней здания относятся к Ленинскому проспекту и улице 50 лет Октября. |
| 28 | Орджоникидзе           | 0,9            | Городской центр культуры, киноконцертный комплекс «Арт», комплекс «Арена-Норильск». |               | Первоначально улицей Орджоникидзе называлась часть современного Ленинского проспекта между Октябрьской и Гвардейской площадями. Позже это имя было присвоено новой улице, построенной в другой части города. |
| 29 | Павлова                | 0,8            | |               | |
| 30 | Пушкина                | 0,6            | Стадион «Заполярник» |               | |
| 31 | Севастопольская        | 0,45           | Вечный огонь | 1942          | Улица названа в честь моряков Черноморского флота, защитников Севастополя. Севастопольская — первая асфальтированная улица Норильска, а также первая улица, на которой был разбит газон. |
| 32 | Советская              | 0,75           | Гостиница «Норильск» |               | |
| 33 | Солнечный, проезд      | 0,4            | Городской телецентр, Стоматологическая поликлиника, Библиотека №4 |               | Первые в городе дома улучшенной планировки так называемой 112 серии (№8 и №10) построены здесь(1981 год). |
| 34 | Талнахская             | 3,2            | Самый длинный дом города (дом № 17, 12 подъездов), восемь школ (больше, чем на любой другой улице). |               | Улица получила название в 1966 году благодаря тому, что фасады домов выходили на Талнахские горы. |
| 34 | Театральная, площадь   |                | |               | |
| 35 | Хантайская             | 0,95           | |               | |

### Старый город
Промышленная, в настоящее время нежилая, зона Норильска.
| № | Название            | Длина, км | Располагающиеся объекты                                            | Год основания | Комментарии |
| - | ------------------- | --------- | ------------------------------------------------------------------ | ------------- | --- |
| 1 | Горная              | 2,7       | Первое здание Норильского театра драмы.                            |               | |
| 2 | Завенягина, площадь |           |                                                                    |               | |
| 3 | Заводская           | 0,9       |                                                                    |               | |
| 4 | Октябрьская         | 2,7       | Воинская часть, ГУФСИН РФ СИЗО-4                                   |               | В первые годы существования Норильска была главной улицей посёлка, начинаясь от Административной площади (ныне площадь Завенягина) и заканчиваясь на Октябрьской площади, от которой начиналось строительство «нового города». |
| 6 | Машиностроителей    |           | Столовая № 3 ООО «Норильское торгово-производственное объединение» |               | |
| 5 | Энергетическая      | 0,4       |                                                                    |               | |

### Оганер
Оганер — удалённый микрорайон Норильска. Находится на расстоянии около 7 километров к востоко-северо-востоку от центральной части города.
| № | Название    | Длина, км | Располагающиеся объекты | Год основания | Комментарии |
| - | ----------- | --------- | ----------------------- | ------------- | --- |
| 1 | Брусничная  |           |                         |               | Проектируемая улица, не была завершена |
| 2 | Вальковская |           |                         |               | Проектируемая улица, не была завершена |
| 3 | Наледная    |           | База МЧС                |               | На улице расположен один дом. |
| 4 | Озёрная     | 1,0       |                         |               | |
| 5 | Югославская | 0,85      |                         |               | Улица названа в честь строителей городской больницы и самого Оганера. Югославская — единственная улица в России, носящая имя несуществующей страны. |

## Кайеркан
Кайеркан находится примерно в 16 километрах к западу от центра Норильска.
| № | Название     | Длина, км | Располагающиеся объекты                                   | Год основания | Комментарии |
| - | ------------ | --------- | --------------------------------------------------------- | ------------- | --- |
| 1 | Надеждинская |           | Дворец спорта, Медсанчасть № 3, Торговый центр «Надежда». |               | |
| 2 | Норильская   |           |                                                           |               | |
| 3 | Первомайская |           |                                                           |               | |
| 4 | Победы       |           | Остановочный пункт "Кайеркан".                            |               | Ранее улица носила название Спортивная и была переименована после преобразования ЕМО «Город Норильск» в Муниципальное образование «Норильск», так как в Талнахе также есть улица с таким названием, а в одном муниципальном образовании не может быть двух улиц с одинаковым названием., Переходит в дорогу "Дудинка- АП Алыкель-Норильск". |
| 5 | Строительная |           | Храм                                                      |               | |
| 6 | Шахтёрская   |           | Кинотеатр, здание администрации, Дом быта, Дом спорта.    |               | |
| 7 | Школьная     |           | Школа искусств                                            |               | |

## Талнах
Талнах находится примерно в 18 километрах к северо-востоку от центра Норильска.
| №  | Название          | Длина, км | Располагающиеся объекты                                                                                     | Дата основания   | Комментарии |
| -- | ----------------- | --------- | --- | ---------------- | --- |
| 1  | Бауманская        | 0,65      | Гимназия №48, участковой пункт полиции №12.                                                                 |                  | |
| 2  | Горняков          | 0,4       | Талнахская детская школа искусств.                                                                          |                  | |
| 3  | Горняков, площадь | 200×150 м | |                  | |
| 4  | Диксона           | 0,5       | Администрация района Талнах, ЗАГС, Талнахская городская библиотека, памятный знак студентам Бауманцам.      |                  | |
| 5  | Дудинская         | 0,7       | Реабилитационный центр «Новое начало».                                                                      |                  | |
| 6  | Енисейская        | 1,1       | Музей истории освоения и развития Норильского промышленного района, участковой пункт полиции №13.           |                  | |
| 7  | Игарская          | 1,5       | |                  | |
| 8  | Космонавтов       | 0,75      | Каток «Умка».                                                                                               |                  | |
| 9  | Михаила Кравца    | 0,9       | Центр образования №2.                                                                                       | 30 мая 1989      | Улица названа в честь Кравца Михаила Степановича, первостроителя Талнаха, дважды орденоносца Трудового Красного Знамени. Первым возглавлял управление «Талнахрудстрой». |
| 10 | Лесная            | 1,0       | |                  | |
| 11 | Маслова           | 0,5       | Комплексный центр социального обслуживания населения г. Норильска.                                          | 25 сентября 1972 | Названа в честь геолога Г. Д. Маслова, прибывшего в Норильск в 1942 году. Работал в геологическом отделе Норильского комбината геологом, старшим инженером-геологом, руководил группой по поискам и разведке нерудных полезных ископаемых. Под его руководством были составлены металлогенические и прогнозные карты на никель по Норильскому району, которые до сих пор являются направляющими материалами при планировании геолого-поисковых работ. |
| 12 | Новая             | 0,6       | |                  | |
| 13 | Первопроходцев    | 0,3       | Отель «Талнах».                                                                                             |                  | |
| 14 | Пионерская        | 0,2       | Один жилой дом (ул. Пионерская, 2) и детский сад №25 «Серебряное копытце».                                  |                  | |
| 15 | Пождепо           | 0,1       | |                  | На улице находится одно здание — двухподъездный жилой дом. |
| 16 | Полярная          | 0,3       | Норильский городской суд Красноярского края.                                                                |                  | |
| 17 | Рудная            | 1,6       | Центр занятости населения г. Норильска. Рудная, 39к2                                                        |                  | |
| 18 | Спортивная        | 0,5       | Стадион «Солнышко», Троицкая церковь.                                                                       |                  | |
| 19 | Строителей        | 2,3       | Церковь Святой Троицы, автовокзал, отдел полиции №2, Талнахский Культурно-досуговый Центр им. В. Высоцкого. |                  | Переходит в дорогу "Талнах-Норильск" |
| 20 | Таймырская        | 0,7       | Плавательный бассейн «Волна», спортивный комплекс «Талнах».                                                 |                  | |
| 21 | Федоро́вского      | 2,1       | Поликлиника и больничный городок.                                                                           | 23 января 1987   | Получила название в 1987 году в честь геолога Николая Федоровского. Первые десять лет улица Федоровского не отмечалась на картах, так как считалась временной и не была включена в генплан. |
| 22 | Энтузиастов       | 0,6       | Библиотека №6, ДЮСШ №4.                                                                                     |                  | |

## Снежногорск
Снежногорск расположен в 140 километрах к югу от Норильска.
| № | Название              | Длина, км | Располагающиеся объекты | Год основания | Комментарии |
| - | --------------------- | --------- | ----------------------- | ------------- | ----------- |
| 1 | Гидростроителей       |           |                         |               |             |
| 2 | Заполярная            |           |                         |               |             |
| 3 | Комсомольская         |           |                         |               |             |
| 4 | Ленина                |           |                         |               |             |
| 5 | Хантайская Набережная |           |                         |               |             |

### Комментарии
1. 1 2 3  По прямой.